# Dimmornas bro (musikgrupp)
Dimmornas bro var en rockgrupp från Nyköping, aktiv 1975–1982. 
Bandet bildades då Mats Jonstam (gitarr, sång) och Staffan Hellstrand (klaviatur, sång) gjorde ett specialarbete i musik på Tessinskolan år 1975. Med hjälp av medlemmar från gruppen Borgare och bönder (bl.a. Kjell Thunberg, bas och Peter Blomqvist, gitarr) gjorde de sin första konsert i Tessinskolans aula i maj 1975. Ett halvår senare kom Peter Adriansson (trummor) till gruppen och denna konstellation förblev oförändrad fram till gruppens splittring år 1982.
Gruppen spelade flitigt över hela landet och år 1977 gav skivbolaget Silence ut deras debutalbum (Dimmornas bro) som spelades in i Studio Decibel i Stockholm. Flera radiospelningar och ett TV-framträdande i programmet "Häftig fredag" gjorde att gruppen blev rikskänd och kunde leva på sin musik under flera år framåt. Gruppens främsta influenser var i detta tidiga skede grupper som Genesis, Supertramp och 10cc. Gruppen räknades som en del av den progressiva musikkulturen då deras texter var medvetna och deras val av skiv- och distributionsbolag gick i samma linje.
År 1978 skrev gruppen tillsammans med Lars Tilling en rocksymfoni ("Sinfonia Consertante") som uruppfördes i Nyköping och som sedan framfördes både i radio och på konsertturnéer med bl.a. regionmusiken i Linköping. År 1979 kom deras andra studioalbum (Mål) som fortsatte i samma musikaliska spår som den första. Den spelades in under vintern i MNW:s studio i Vaxholm. Gruppen fortsatte att turnera över hela landet. Flera av turnéerna var i Rikskonserters regi, till exempel framfördes rocksymfonin tillsammans med stråkkvartett och i Skinnskatteberg gjorde gruppen en slags workshop med lokala band där den gemensamma slutkonserten visades på TV (TV1, 1979). Gruppen gick därefter över till skivbolaget RCA Electra som år 1980 gav ut singeln "Göm dig!/Tokyo". År 1981 kom gruppens sista album (Jabbi dabbi). En tidstypisk förändring nu var att Hellstrand och Jonstam nu stod som ensamma kompositörer till låtarna. På de två första albumen stod alla som medkompositörer.
År 1982 splittrades gruppen. Hellstrand fortsatte sin karriär först i gruppen SH! och sedermera som soloartist. Jonstam utbildade sig till filmare och har bland annat gjort musikvideor med Hellstrand, Ulf Lundell, Roxette, Marie Fredriksson, Wilmer X, Popsicle, Eldkvarn med flera.
Under 2013 släpptes bandets kompletta låtlista på Spotify.

## Medlemmar
- Peter Adriansson – trummor
- Peter Blomkvist – gitarr
- Staffan Hellstrand – klaviatur, sång
- Mats Jonstam – gitarr, sång
- Kjell Thunberg – basgitarr

## Diskografi
Studioalbum
- 1977 – Dimmornas bro
- 1979 – Mål
- 1981 – Jabbi dabbi

Singlar
- 1980 – "Göm dig!" / "Tokyo" (RCA Records)